# Hanna's War
Hanna's War je americký biografický částečně fiktivní film o životě Chany Seneš z roku 1988, jehož režisérem, producentem a spoluscenáristou byl Menachem Golan. Film byl natočen podle románové předlohy The Great Wind Came od Jo'ela Palgiho.

## Děj
Film zachycuje příběh mladé maďarské židovské básnířky Chany Seneš, původem z Budapešti, která se v roce 1939 rozhodne odejít do britské mandátní Palestiny za studiem na dívčí zemědělské škole. Zatímco ona žije v bezpečí, v Evropě zuří druhá světová válka a do Palestiny postupně pronikají zprávy o holocaustu. Chana se ve strachu o svou matku, která v Budapešti zůstala, rozhodne do Maďarska vrátit. V té době ji osloví zástupci židovské podzemní vojenské organizace Hagana s informací, že má vzniknout tajná jednotka v rámci Royal Air Force, která by provedla výsadek v Evropě. Chana se okamžitě přihlásí a v roce 1944 nakonec s kolegy seskočí nad bývalou Jugoslávií. Německo pár dní poté zahájilo okupaci Maďarska, a když se Chana pokusí přejít hranice, je krátce na to zatčena a odvlečena do věznice gestapa v Budapešti. Tam ji mučí, fyzicky i psychicky, aby prozradila tajné kódy od vysílače, který sebou nesla. Ani po hrozbách zabití její matky však nepromluví. Vzhledem k blížícímu se konci války, spojeneckému bombardování Budapešti a německých neúspěších na východní frontě je situace ve věznici uvolněnější. Následně však dojde k soudu, v němž je Chana obviněna z velezrady. Soud si po procesu vezme čas na rozmyšlenou, který je dále prodloužen jmenováním nového vojenského prokurátora. V listopadu 1944 je Chaně prokurátorem oznámeno, že byla odsouzena k trestu smrti zastřelením – navzdory tomu, že soud v její věci nerozhodl. Ještě téhož dne ji popravčí četa zastřelí.

## Obsazení
| Ellen Burstyn     | Katalin              |
| Maruschka Detmers | Chana                |
| Anthony Andrews   | McCormack            |
| Donald Pleasence  | kapitán Thomas Rosza |
| David Warner      | kapitán Julian Simon |
| Vincent Riotta    | Jo'el                |
| Avi Korein        | Elijahu Golomb       |
| Ingrid Pitt       | Margit               |
| John Stride       | Dr. Komoly           |
| Šimon Finkel      | David Ben Gurion     |

## Ohlas
Film získal smíšené recenze a ze strany výsadkářů si vysloužil kritiku. Re'uven Dafni jej označil za směšný a dodal: „Některé scény ve filmu byly naprosto smyšlené, jako třeba ta, v níž došlo k osvobození vězňů z transportu směřujícího do Auschwitzu, a kde partyzáni jezdí na velkých krásných koních. Když jsme byli v Jugoslávii, partyzáni byli tak hladoví, že kdyby měli takové koně, tak už by je určitě dávno snědli.“